# Międzyleś (gromada w powiecie węgrowskim)
Międzyleś – dawna gromada, czyli najmniejsza jednostka podziału terytorialnego Polskiej Rzeczypospolitej Ludowej w latach 1954–1972.
Gromady, z gromadzkimi radami narodowymi (GRN) jako organami władzy najniższego stopnia na wsi, funkcjonowały od reformy reorganizującej administrację wiejską przeprowadzonej jesienią 1954 do momentu ich zniesienia z dniem 1 stycznia 1973, tym samym wypierając organizację gminną w latach 1954–1972.
Gromadę Międzyleś z siedzibą GRN w Międzylesiu utworzono – jako jedną z 8759 gromad – w powiecie węgrowskim w woj. warszawskim, na mocy uchwały nr VI/10/22/54 WRN w Warszawie z dnia 5 października 1954. W skład jednostki weszły obszary dotychczasowych gromad Międzyleś (z wyłączeniem kolonii Międzyleś) i Kozołupy ze zniesionej gminy Miedzna, obszar dotychczasowej gromady Kałęczyn oraz kolonia Syberia z dotychczasowej gromady Zuzułka ze zniesionej gminy Stara Wieś, a także obszar dotychczasowej gromady Miednik ze zniesionej gminy Stoczek – w tymże powiecie. Dla gromady ustalono 13 członków gromadzkiej rady narodowej.
29 lutego 1956 do gromady Międzyleś przyłączono kolonię Międzyleś z gromady Wrotnów w tymże powiecie.
Gromadę zniesiono 1 stycznia 1969, a jej obszar włączono do gromad Stoczek (wieś Miednik, kolonię Wycech i lasy państwowe) i Wrotnów (wsie Kałęczyn, Kozołupy i Międzyleś) w tymże powiecie.